# Heterochaete leveillei
Heterochaete leveillei är en svampart som beskrevs av Pat. 1894. Heterochaete leveillei ingår i släktet Heterochaete och familjen Auriculariaceae.   Inga underarter finns listade i Catalogue of Life.